# Seattle Sounders (1974)
Seattle Sounders was een Amerikaanse voetbalclub uit Seattle. De club werd opgericht in 1974 en speelde in de professionele North American Soccer League tot 1983 toen de club opgeheven werd.

## Erelijst
- Soccer Bowl

Finalist: 1977, 1982

## Bekende spelers
- Ian Bridge
- Dave Butler (1974-78/1983)[1]
- Steve Buttle (1977-82)
- Mickey Cave (1977-80)
- Tony Chursky
- Joe Corrigan (1983)
- Paul Crossley (voetballer) (1975; 1977-79)
- Stan Cummins (1981)[2]
- Steve Daley (1981-83)
- Benny Dargle (1982-83)
- Roger Davies (1980-82)
- Shaun Elliott (1981)
- Mike England (1975-79)
- Ray Evans (voetballer) (1982-83)[3]
- Jimmy Gabriel (1974-79)
- Dave Gillett (1974-78)
- Roy Greaves (1980-82)
- Paul Hammond (1981-82)[4]
- Kenny Hibbitt (1982)
- Alan Hinton (1980)
- Geoff Hurst (1976)
- Alan Hudson (1979-83)
- Tommy Hutchison (1980)
- John Impey (1979)
- Tommy Jenkins (1975-82)
- Bill Jenkins (1977-79)
- David Kemp (voetballer) (1983)
- Tjeerd van 't Land (1974-75)
- Mel Machin (1977)
- Jimmy McAlister
- Gary Mills (1982-83)
- Bobby Moore (1978)
- David Nish (1980-81)
- Mark Peterson
- Tony Powell (voetballer) (1983)
- Harry Redknapp (1976-79)
- Nicky Reid (1982)
- Bruce Rioch (1980-81)
- Jocky Scott (1977-83)
- Dave Smith (1976)
- Jeff Stock
- Peter Ward (1982-83)

## Seizoen per seizoen
| Jaar    | League      | W                   | V                   | G                   | Ptn                 | Reg. Seizoen                                 | Playoffs |
| ------- | ----------- | ------------------- | ------------------- | ------------------- | ------------------- | -------------------------------------------- | --- |
| 1974    | NASL        | 10                  | 7                   | 3                   | 101                 | 3de, Western                                 | Niet gekwalificeerd |
| 1975    | NASL        | 15                  | 7                   | —                   | 129                 | 2de, Pacific Division                        | Verloor kwartfinale (Portland) |
| 1976    | NASL        | 14                  | 10                  | —                   | 123                 | 2de, Pacific Conference, Western Division    | Won 1ste Ronde van (Vancouver) Verloor dan van (Minnesota) |
| 1977    | NASL        | 14                  | 12                  | —                   | 123                 | 3de, Pacific Conference, Western Division    | Won Division Championship van (Vancouver) Won Conference Championship van (Minnesota) Won halve finale van (Los Angeles) Verloor Soccer Bowl '77 van (Cosmos) |
| 1978    | NASL        | 15                  | 15                  | —                   | 138                 | 3de, National Conference, Western Division   | Verloor in 1ste Ronde van (Cosmos) |
| 1979    | NASL        | 13                  | 17                  | —                   | 125                 | 3de, National Conference, Western Division   | Niet gekwalificeerd |
| 1979/80 | NASL Indoor | Niet meegedaan      | Niet meegedaan      | Niet meegedaan      | Niet meegedaan      | Niet meegedaan                               | Niet meegedaan |
| 1980    | NASL        | 25                  | 7                   | —                   | 201                 | 1ste, National Conference, Western Division  | Won 1ste Ronde van (Vancouver Verloor Conference Halve finale van (Los Angeles)                                                                               |
| 1980/81 | NASL Indoor | 9                   | 9                   | —                   | —                   | 4de, Western Division                        | Niet gekwalificeerd |
| 1981    | NASL        | 15                  | 17                  | —                   | 137                 | 4de, Northwest                               | Verloor 1ste Ronde van (Chicago) |
| 1981/82 | NASL Indoor | 9                   | 9                   | —                   | —                   | 3de, National Conference, Northwest Division | Verloor 1ste Ronde van (Edmonton) |
| 1982    | NASL        | 18                  | 14                  | —                   | 166                 | 1ste, Western Division                       | Won 1ste Ronde van (Toronto) Won halve finale van (Ft. Lauderdale) Verloor Soccer Bowl '82 van (Cosmos)                                                       |
| 1982/83 | NASL Indoor | Seizoen geannuleerd | Seizoen geannuleerd | Seizoen geannuleerd | Seizoen geannuleerd | Seizoen geannuleerd                          | Seizoen geannuleerd |
| 1983    | NASL        | 12                  | 18                  | —                   | 119                 | 3de, Western Division                        | Niet gekwalificeerd |